# (214136) Alinghi
(214136) Alinghi est un astéroïde de la ceinture principale.

## Description
(214136) Alinghi est un astéroïde de la ceinture principale. Il fut découvert le 13 janvier 2005 à Vicques par Michel Ory. Il présente une orbite caractérisée par un demi-grand axe de 2,23 UA, une excentricité de 0,08 et une inclinaison de 4,3° par rapport à l'écliptique.